# Aleuroclava orientalis
Aleuroclava orientalis es un hemíptero de la familia Aleyrodidae, con una subfamilia: Aleyrodinae. Fue descrita científicamente en 1988 por David & Jesudasan.